# باولا ديلغادو
باولا ديلغادو (بالإسبانية: Paola Delgado)‏ هي لاعبة تايكوندو كولومبية، ولدت في 21 يناير 1980 في بوغوتا في كولومبيا.

## وصلات خارجية
- باولا ديلغادو على موقع TaekwondoData.com (الإنجليزية)
- باولا ديلغادو على موقع أوليمبيديا (الإنجليزية)